# Слъзна жлеза
В човешката физиология, слъзните жлези са чифт бадемообразни екзокринни жлези, по една за всяко око, които отделят воднист слой от сълзи. Те се намират в горния хоризонтален регион на всяка очна орбита.

## Слъзен апарат
Слъзният апарат включва слъзна жлеза и слъзоотводни пътища.
Слъзната жлеза има орбитна и клепачна част.
Орбитната част се намира в сълзена ямка, в слепоочната част на орбитата. Има големина и форма на бадем.
Клепачната част се намира над горния ръб на тарза на горния клепач.
Слъзоотводните пътища започват от слъзните точки, след това преминават в слъзни каналчета и накрая в слъзна торбичка. Слъзната торбичка е свързана с носослъзния канал.
Сълзите съдържат 99% вода, следи от белтък, минерални соли и фермент с антибактериално действие (лизоцин). Основна задача на слъзния апарат е да осигурява прозрачността и влажността на роговицата на окото. Той работи синхронно с клепачите. С помощта на отделените секрети се получава почистване на предната страна на окото.